# Gymnocalycium spegazzinii
El cactus Gymnocalycium spegazzinii (Britton & Rose, 1922) es una especie del género Gymnocalycium en la familia cactaceae originario de Cafayate, provincia de Salta, Argentina.

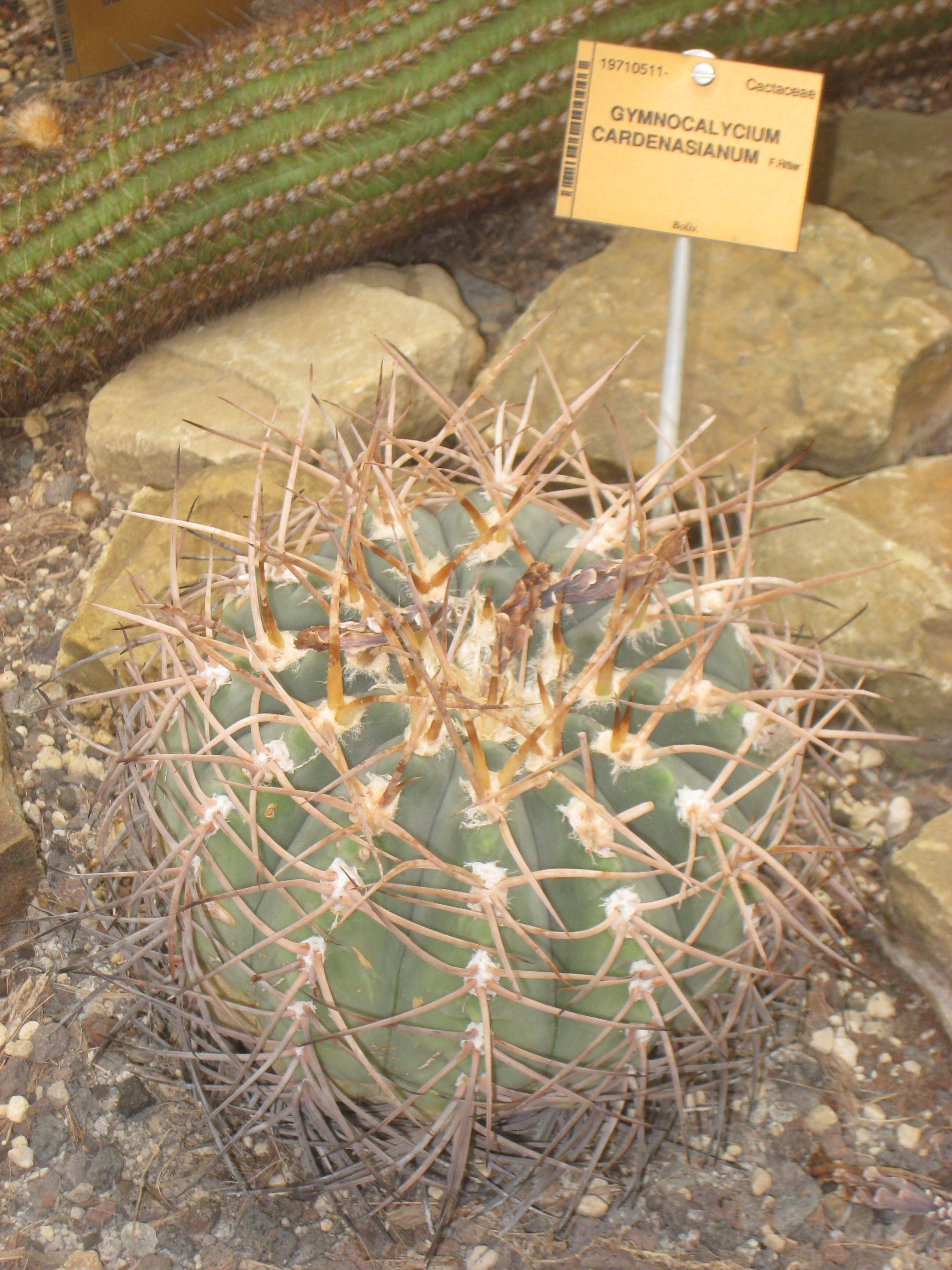
Vista de la planta

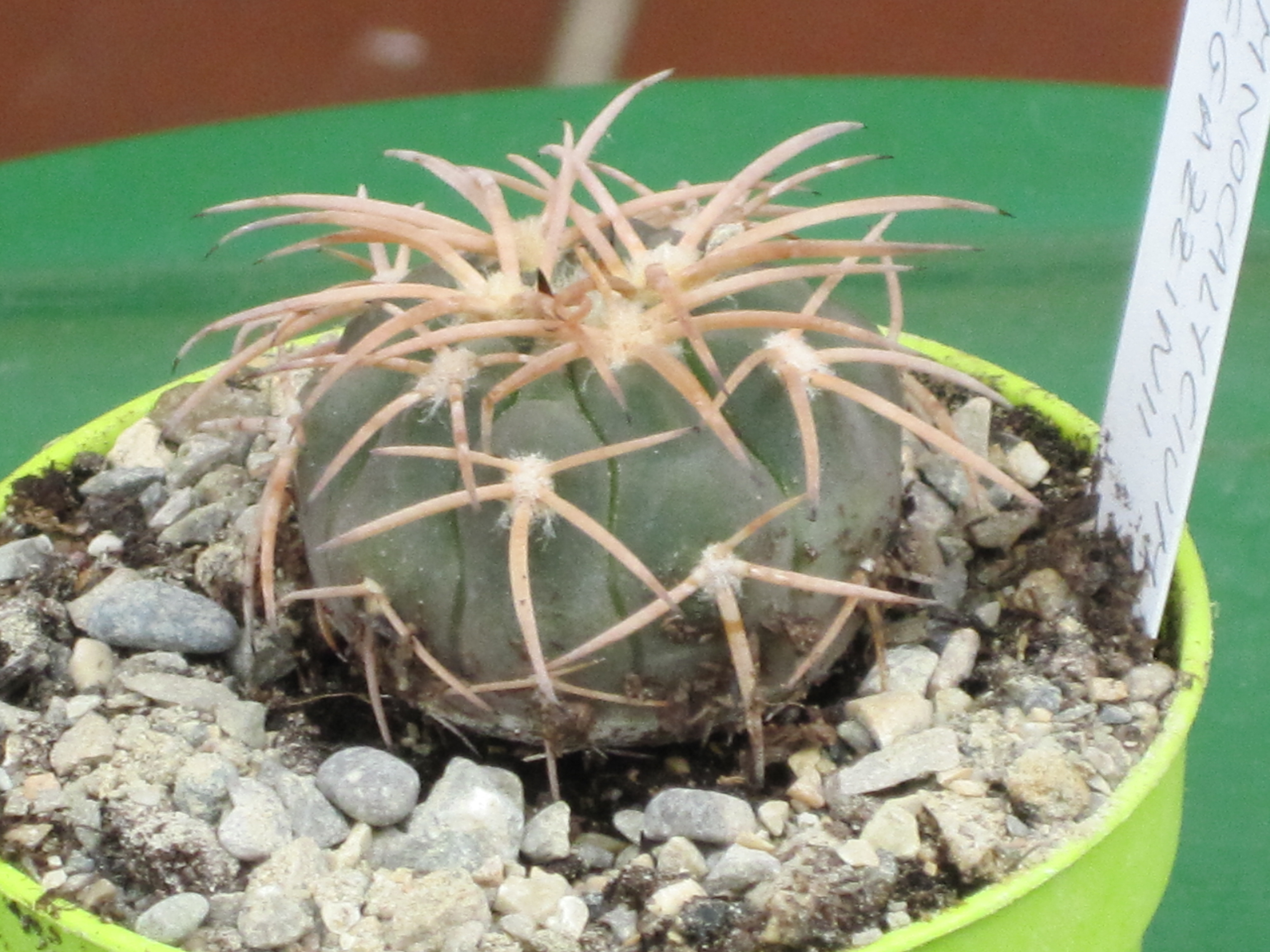
Otra planta

## Descripción
Posee tallo globular deprimido en estado juvenil, pero más adelante se hace oblonga, y puede llegar a tener 20 cm de altura y 18 cm de diámetro. Ya adulta emite vástagos basales. El color de la epidermis es gris verdoso o pardusco. Las costillas se disponen en número de 10 a 15, son muy anchas, circulares, formadas por tubérculos bastante aplanados, divididas por surcos transversales; cada tubérculo muestra una gran aréola elíptica con un rostro no demasiado pronunciado debajo; en la parte apical, las aréolas están recubiertas por una apretada lanosidad amarillenta, pero con el tiempo se vuelven grises y desnudas. Las aréolas muestran una espina central curvada y 5 a 7 espinas radiales gruesas, de 5,5 cm de largo, dobladas oblicuamente hacia abajo, oscuras al principio y luego se aclaran con la edad. Las flores miden hasta 7 cm, con segmentos blancos o rosados. La especie presenta diversas variedades.

## Cultivo
La multiplicación se realiza por semilla o a través de vástagos basales.

## Observaciones
Temperatura media mínima 10 °C. Sol moderado. Buen riego en verano, seco en invierno.

## Taxonomía
Gymnocalycium spegazzinii fue descrita por  Britton & Rose y publicado en The Cactaceae; descriptions and illustrations of plants of the cactus family 3: 155. 1922.
Etimología
Gymnocalycium: nombre genérico que deriva del griego,  γυμνός (gymnos) para "desnudo" y κάλυξ ( kalyx ) para "cáliz" = "cáliz desnudo", donde refiere a que los brotes florales no tienen ni pelos ni espinas.
spegazzinii epíteto nombrado en honor del botánico ítalo-argentino Carlos Luis Spegazzini.
Sinonimia
- Gymnocalycium loricatum
- Gymnocalycium horizonthalonium
- Gymnocalycium cardenasianum
- Gymnocalycium armatum[3]